# Văn học thông tục
Văn học thông tục (tiếng Anh: popular literature) là những tác phẩm văn học có sức hấp dẫn rộng rãi trong cộng đồng. Nhìn chung đó là những tác phẩm vận dụng các kết cấu cơ bản của thần thoại, bao hàm một nội dung lí tính và tình cảm chất phác. Cốt truyện và kết cấu có thể rất giản đơn, cũng có thể rất phức tạp. Văn học loại này dựa vào các mô hình nguyên thủy, đem chúng chuyển hóa thành sáng tác văn học của thời nào đó, tại nơi nào đó, có thể phản ánh cái quan niệm phổ biến của xã hội đương thời nên gây được tiếng vang lớn.

## Lịch sử
Trong xã hội nguyên thủy, văn học thông tục xuất hiện dưới hình thái dân ca hoặc truyện dân gian, lưu truyền bằng miệng, tích lũy biết bao trí tuệ và tín ngưỡng có tính chất tiêu biểu của dân chúng và có tính dị bản cao. Tùy theo trình độ của xã hội tiến lên văn minh, phức tạp, việc lưu truyền bằng chép tay chuyển sang ấn loát đã làm thay đổi đặc trưng của văn học. Trong mấy thế kỷ gần đây văn học thông tục của nhà văn sở dĩ được hoan nghênh là vì chúng gây được sự đồng cảm rộng rãi, mãnh liệt, khơi gợi được tiếng lòng của công chúng. Sức lay động đó có thể diễn ra một đêm rồi sau biến mất, mà cũng có thể có sức sống lâu dài. Điều này phụ thuộc vào thị hiếu của từng tầng lớp độc giả. Từ thế kỷ XIX đến thế kỷ XX, lớp độc giả trong quần chúng ngày càng đông, đủ tạo thành một thị trường rộng lớn có tính chất giải trí.

## Loại hình
Văn học thông tục có nhiều loại hình, mỗi loại có công thức sáng tác riêng dựa vào khẩu vị và hứng thú của loại độc giả chờ đợi mà thêm những nội dung hợp lí vào các khuôn hình truyện có sẵn. Ví dụ truyện phiêu lưu mạo hiểm, truyện trinh thám, truyện ảo tưởng, kiếm hiệp, truyền kỳ, thần bí, truyện cao bồi, truyện xử án,... Loại tác phẩm này thường lập tức được đông đảo người đọc đón nhận. Về thủ pháp đôi khi có chỗ vụng về, nhưng cũng không ảnh hưởng gì đến cốt truyện và giáo lý mà tác giả muốn hướng đến.
Văn học thông tục thường được phân biệt với văn học cao cấp, có dụng ý nghệ thuật và tư tưởng cao siêu, và do vậy thường không được đánh giá cao. Tuy nhiên đây là một hiện tượng của đời sống tinh thần không thể bỏ qua.